# Dominikuskirche
Dominikuskirche ist eine Kirche, Klosterkirche bzw. Kapelle, die dem heiligen Dominikus, Domingo de Guzman (1170–1221), Gründer des Dominikanerordens, geweiht bzw. gewidmet ist. Patrozinium ist der Dominikustag (Sancti Domenici) am 8. August.
- siehe auch Dominikanerkirche
- Kirchen des hl. Schülers Dominikus Savio, siehe Dominikus-Savio-Kirche
- Kirchen des hl. Einsiedlers und Abtes Dominikus von Silos, siehe Dominikus-von-Silos-Kirche

- ♦ … Titelkirchen, Kathedralkirchen (Bischofskirchen), Basiliken, Sanktuarien u. ä.

In anderen Sprachen:
englisch Saint Dominic;
französisch Saint-Dominique;
italienisch San Domenico;
spanisch Santo Domingo/San Domingo;
portugiesisch São Domingos

## Liste

### Brasilien
- Igreja São Domingos, Torres, Rio Grande do Sul

### Deutschland
- St.-Dominicus-Kirche (Berlin)
- St. Dominikus (Kaufbeuren), Bayern
- St. Dominikus (Meckinghoven), Nordrhein-Westfalen
- Dominikuszentrum in München
- St. Dominikus (Niederhausen)

### Ecuador
- Santo Domingo, Quito

### Frankreich
- Église Saint-Dominique (Paris)
- St-Dominique (Vieux-Thann), Département Haut-Rhin

### Guatemala
- ♦ Kathedrale von Cobán
- ♦ Rosenkranzbasilika (Guatemala-Stadt) (auch: Iglesia de Santo Domingo), Guatemala-Stadt

### Italien
- ♦ Basilica di San Domenico, Arezzo, Toskana
- ♦ Basilica di San Domenico, Bologna, Emilia-Romagna
- Dominikanerkirche (Bozen), Südtirol
- San Domenico (Chioggia), Venetien
- San Domenico (Faenza), Emilia-Romagna
- San Domenico (Ferrara), Emilia-Romagna
- San Domenico (Genua), Ligurien
- ♦ Basilica San Domenico Maggiore, Napoli (Neapel), Kampanien
- Chiesa San Domenico, Palermo, Sizilien (Dominikanerkirche)
- Oratorio del Rosario di San Domenico, Palermo
- ♦ Basilica di San Domenico, Perugia, Umbrien
- San Domenico di Guzmán, Rom
- Santi Domenico e Sisto, Rom
- ♦ Basilica di San Domenico, Siena, Toskana

### Macau
- Igreja de São Domingos, Macau (China)

### Malta
- ♦ Basilika St. Dominikus, Valletta

### Mexiko
- Santo Domingo, Mexiko-Stadt
- Templo de Santo Domingo, Oaxaca de Juárez
- Templo de Santo Domingo, Puebla (mit Capilla del Rosario)
- Santo Domingo in San Cristóbal de las Casas (Chiapas)

### Österreich
- Wallfahrtskirche Mariathal in Kramsach, Tirol
- Pfarrkirche Sonntag, Vorarlberg

### Peru
- Convento de Santo Domingo, Cuzco
- Basílica y Convento de Santo Domingo (eigentlich: Nuestra Señora del Rosario), Lima (mit Grab der Hl. Rosa von Lima)

### Philippinen
- Santo-Domingo-Kirche in Quezon City

### Polen
- Dominikuskirche (Nysa)

### Portugal
- ♦ Kathedrale von Aveiro
- Igreja de São Domingos, Elvas (ehemaliges Kloster)
- ♦ Igreja de São Domingos in Vila Real

### Spanien
- Iglesia de Santo Domingo (eigentlich: Convento de Nuestra Señora del Rosario y Santo Domingo), Cádiz
- Kirche in Caleruega
- Iglesia de Santo Domingo, Granada
- Iglesia de Santo Domingo, Jerez de la Frontera (ehemaliges Konvent)
- Convento de Santo Domingo, Valencia

### Vereinigte Staaten
- Kirche in Holmesburg